# Paola Fantato
Paola Fantato (Verona, 13 september 1959) is een Italiaans boogschutter.
Fantato kreeg polio toen ze acht jaar was. In 1986 startte ze met boogschieten. Vanaf 1988 schiet Fantato op de Paralympische Zomerspelen, waar ze zowel individueel als met het Italiaans team meerdere keren kampioen werd. 
Ze deed ook mee aan de Olympische Spelen 1996, waar ze individueel al in de eerste rondes werd uitgeschakeld. Met teamgenoten Giovanna Aldegani en Giuseppina di Blasi eindigde ze op de zesde plaats.

## Palmares
| 1988 Paralympische Zomerspelen (individueel) 1992 Paralympische Zomerspelen (individueel) 1996 Paralympische Zomerspelen (individueel) Paralympische Zomerspelen (team) | 1997 EK (individueel en team) 1999 WK (individueel en team) 2000 Paralympische Zomerspelen (individueel en team) 2001 WK (individueel) WK (team) | 2003 WK (individueel) WK (team) 2004 Paralympische Zomerspelen (individueel) Paralympische Zomerspelen (team) |